# 中下征樹
中下 征樹（なかした まさき、1986年2月25日 - ）は、広島県出身のサッカー指導者。

## 来歴
呉三津田高校を卒業。筑波大学・筑波大学大学院に在学中、U-17日本代表のテクニカルスタッフとしてAFC U-16選手権2008 (予選)やAFC U-16選手権2008、2009 FIFA U-17ワールドカップでチームに帯同した。
2010年、ジュビロ磐田のアシスタントコーチに就任。
2014年、サンフレッチェ広島のコーチに就任。
2019年1月、日本サッカー協会テクニカルスタッフに就任。

## 学歴
- 筑波大学
- 筑波大学大学院

## 指導歴
- 2005年 - 2007年 桜南ファイターズ
- 2007年 - 2009年 U-17日本代表 テクニカルスタッフ
- 2010年 - 2013年 ジュビロ磐田
  - 2010年 - 2012年 アシスタントコーチ
  - 2013年 コーチ
- 2014年 - 2018年 サンフレッチェ広島
  - 2014年 - 2016年 トップチームコーチ
  - 2017年 - 2018年 ジュニアユースコーチ
- 2019年 - 日本サッカー協会
  - 2019年 - テクニカルスタッフ